# Amnon Rubinstein
Amnon Rubinstein (5 septembre 1931 - 18 janvier 2024) est un juriste israélien, homme politique et lauréat du prix Israël. Député à la Knesset entre 1977 et 2002, il occupe plusieurs postes ministériels. Il est considéré comme le « père fondateur du droit constitutionnel israélien ». Plus tard, il est doyen du Centre interdisciplinaire (IDC) d’Herzliya et mécène de l’Internationale libérale.

## Biographie

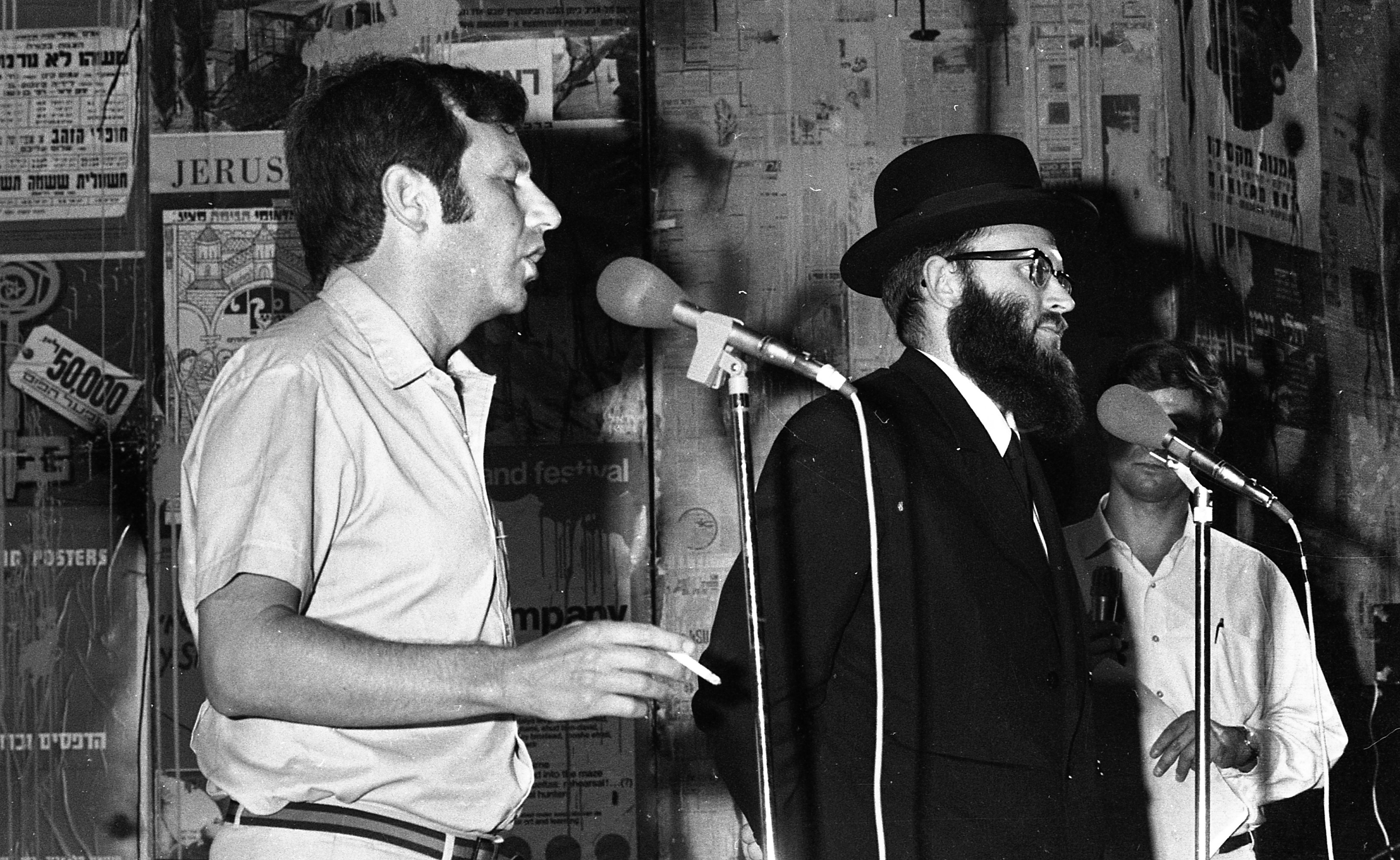
Amnon Rubinstein (à gauche), 1969

Rubinstein est né à Tel Aviv d'Aharon, entrepreneur en bâtiment et fondateur du « Groupe Rubinstein », et de Rachel, qui immigre de Pologne en Israël au début des années 1920. Sa famille s'oppose au mouvement ouvrier et, dans sa jeunesse, il soutient l'Irgoun. Rubinstein est actif dans la vie publique dès son plus jeune âge et, au début des années 1950, il est membre de Volunteers' Row, une organisation publique visant à lutter contre la corruption et à aider les nouveaux immigrants. Il étudie au lycée commercial Geula à Tel Aviv, puis dans un lycée à Baltimore, aux États-Unis. Dans l'armée israélienne, il sert comme officier dans le corps d'artillerie. Il se reconvertit et sert dans l'unité antiaérienne, passant ensuite dans la réserve.
Après son service militaire, Rubinstein suit des études de droit, d'économie et de relations internationales à l'Université hébraïque de Jérusalem. Il effectue son stage juridique au bureau du procureur de l'État et auprès de l'avocat Haim Yosef Zadok (en), qui est plus tard ministre de la Justice. Il devient avocat en 1961. Il obtient son doctorat en droit de la London School of Economics en 1960. Sa thèse de doctorat, intitulée « Void and Voidable Actions in Administrative Law », est publiée sous forme de livre par Oxford University Press.
À l'âge de 25 ans, pendant ses études, il épouse Roni (petite-fille de Jacob et Perla Shlush, fondateurs de Tel Aviv), également étudiante. Ils se sont rencontrés au kibboutz Afikim, où il a été envoyé pour effectuer des travaux de fortification avant la crise de Suez. Plus tard, sa femme devient également avocate. Ils ont un fils et une fille.

### Carrière politique
Rubinstein revient à l'activisme public après la guerre du Kippour et, en mars 1974, il est l'un des fondateurs du Shinouï dans le cadre des mouvements de protestation qui émergent pendant cette période . Plus tard, il se joint à Yigaël Yadin pour former le Mouvement démocratique pour le changement (Dash). Le programme du parti est axé sur la réforme électorale, la promotion d’élections régionales, la lutte contre la corruption, la garantie d’un partage équitable des charges, l’établissement d’une constitution et la séparation de la religion et de l’État. Dash remporte 15 sièges aux élections de 1977, mais son espoir de devenir un faiseur de rois est contrecarré lorsque Menahem Begin réussit à former un gouvernement sans Dash. Quelques mois plus tard, Dash rejoint le gouvernement de Begin, mais Rubinstein refuse d'entrer dans la coalition car, selon lui, une partie importante du programme de Dash ne se retrouve pas dans l'accord de coalition. Le 14 septembre 1978, Dash se sépare et Rubinstein prend la tête de la faction appelée « Mouvement pour le changement et l'initiative », qui devient plus tard « Shinui – Parti du centre ». La faction Shinui obtient des élus à la 10e Knesset, à la 11e Knesset et à la 12e Knesset. En 1992, Shinui fusionne avec les partis Ratz et Mapam pour former Meretz, une liste commune de partis prônant la paix et la réforme socio-économique.
Rubinstein fait progresser de manière significative le projet de Constitution israélienne. Lors de la 12e Knesset, il lance le projet de loi fondamentale sur les droits de l'homme et suggère de la diviser en quatre propositions distinctes, dont la loi fondamentale sur la dignité humaine et la liberté et la loi fondamentale sur la liberté d'occupation. Cette division conduit à une avancée décisive et les deux propositions sont finalement adoptées par la Knesset en tant que lois fondamentales.
En 1977, il est élu pour la première fois à la 9e Knesset et y siège sans interruption jusqu'en 2002. Durant son mandat de député à la Knesset, il est président de la Commission de la Constitution, du droit et de la justice (à la 15e Knesset), président de la Commission des affaires économiques (à la 14e Knesset), président de la Commission de contrôle de l'État (à la 15e Knesset), et également membre de la Commission de sélection judiciaire.
En 1999, dans ce qui est considéré comme l'un des événements embarrassants de l'histoire de la Knesset, à la suite d'un faux message reçu (de Zalman Shoshi) par Avraham Burg, le président de la Knesset, selon lequel il était décédé, les membres de la Knesset observent une minute de silence à la mémoire de Rubinstein alors qu'il est encore en vie. Burg prononce un éloge funèbre et récite même la prière Kel Maleh Rachamim.
En juillet 2002, Rubinstein annonce sa démission de la Knesset. qui prend effet à la fin du mois d’octobre de la même année.
Rubinstein est le patron de l'Internationale libérale et auparavant vice-président de l'organisation.

#### Au gouvernement
Avec la formation du gouvernement d'unité nationale dirigé par Shimon Peres en 1984, Rubinstein est nommé ministre des Communications, poste qu'il occupe jusqu'en 1987 dans le 21e gouvernement israélien et le 22e gouvernement israélien. Durant son mandat, il met en œuvre plusieurs réformes, notamment la création d'une télévision commerciale et d'une télévision par câble, d'une radio régionale et la transformation de « Bezeq » en société commerciale. Après la formation du gouvernement de Rabin lors des élections de 1992, il est nommé ministre de la Science et de la Technologie et ministre de l'Énergie et des Infrastructures. Durant son mandat, Rubinstein initie la loi sur le secteur de l'électricité de 1996 qui créé l'Autorité des services publics - Électricité, et œuvre pour briser le monopole des sociétés pétrolières en introduisant la concurrence dans les importations de carburant.

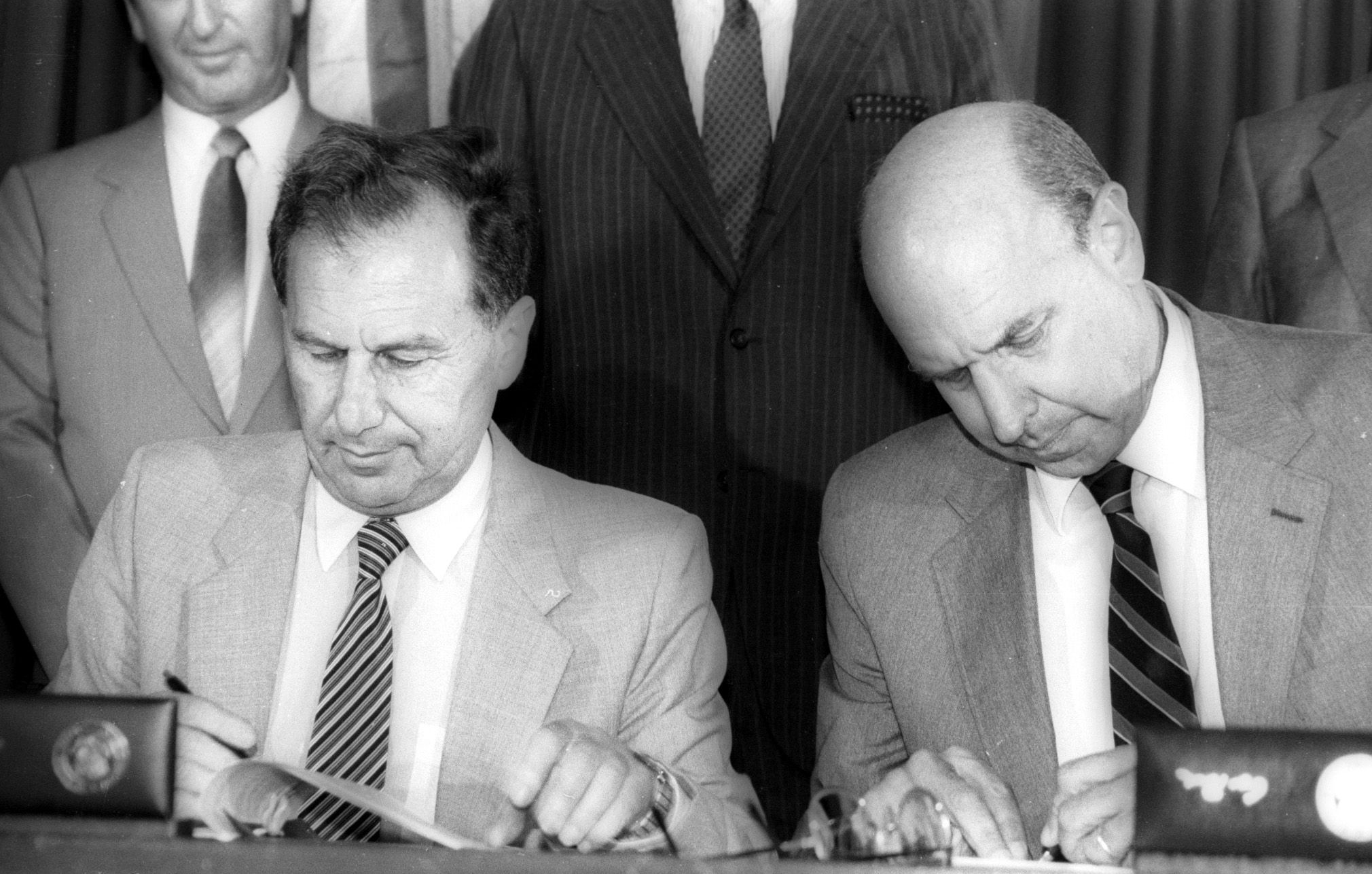
Amnon Rubinstein signant un accord avec l'ambassadeur américain Thomas Pickering, 1986. De la collection Dan Hadani à la Bibliothèque nationale d'Israël.

En 1994, après que Shulamit Aloni, leader du Meretz, ait été forcé de démissionner du ministère de l'Éducation en raison de déclarations qui avaient provoqué la colère des éléments religieux du gouvernement concernant les origines de l'humanité, Rubinstein est nommé ministre de l'Éducation, de la Culture et des Sports. Il occupe ce poste jusqu’en 1996. En tant que ministre de l'Éducation, il gagne en popularité en raison de sa position libérale, notamment concernant les examens de fin d'études secondaires, et de ses opinions sur le test psychométrique d'entrée, déclarant que si un tel test avait existé à son époque, il n'aurait pas pu étudier le droit.
Après s'être retiré de la politique, en plus de ses critiques de la droite israélienne, Rubinstein devient un critique acerbe de la gauche israélienne, qui, selon lui, est devenue de plus en plus radicale dans un effort pour apaiser les Palestiniens. Après la signature de l'Initiative de Genève par le leader du Meretz, Yossi Beilin, Rubinstein quitte le Meretz, invoquant son opposition au compromis sur le droit au retour, qui est inclus dans l'accord.
Dans la controverse juridique qui éclate en Israël en 2007 à propos des initiatives proposées par le ministre de la Justice, Daniel Friedmann, pour changer le système judiciaire, Rubinstein se range du côté de Friedmann sur plusieurs questions et est l'un des initiateurs d'une pétition le soutenant.

### Carrière académique
En 1963, Rubinstein est nommé premier doyen de la Faculté de droit de l'Université de Tel Aviv. Il occupe ce poste jusqu'en 1970. Ses recherches portent sur le droit constitutionnel d’Israël, examinant la nature de l’État d’Israël, le sionisme, le statut de la loi du retour et les droits civils des citoyens arabes d’Israël. En 2006, il reçoit le Prix Israël pour la recherche juridique,.
Après avoir terminé son mandat à la Knesset en 2002, Rubinstein est doyen de la faculté de droit Radzyner du Centre interdisciplinaire d'Herzliya (2002-2004) et est brièvement nommé président du Centre interdisciplinaire.
Rubinstein est professeur invité dans des institutions universitaires à l'étranger, notamment l' l'Université Stanford et à l'Université Columbia.

### Journalisme et littérature
Rubinstein est aussi chroniqueur dans les médias. Dans les années 1960, il écrit des articles dans la presse contre ce qu'il appelle la coercition religieuse et les concessions faites aux partis religieux. De 1969 à 1972, il anime une émission de débat sur la télévision éducative israélienne intitulée « Boomerang ». De 1964 à 2004, il est membre du comité de rédaction de Haaretz et un contributeur régulier du journal, abordant systématiquement les questions de religion et d'État et combattant l'antisémitisme, en particulier celui qu'il attribue à la gauche politique en Europe. Il écrit également régulièrement pour le supplément week-end Ma'ariv et diverses publications internationales, dont le New York Times.
Début 2005, Rubinstein publie son premier roman, « The Blanket », décrivant des histoires de vie interconnectées et séparées de personnages israéliens depuis l'époque pré-étatique jusqu'à nos jours. Début 2006, il publie un autre roman, « Highway No. 5 », suivi de trois autres romans – « The Sea Above Us » (2007), « Separate Entrance » (2009) et « Forbidden Loves » (2010). En 2022, il publie le roman futuriste « Mathusalem ».
Rubinstein résidait à Tel Aviv. Il est décédé le 18 janvier 2024.

## Publications
- 1965 : Jurisdiction and Illegality (Oxford University Press) (anglais)
- 1969 : The Constitutional Law of the State of Israel, Schocken Publishing House (sixième édition publiée en 2005 avec le Dr Barak Medina). (Hébreu)
- 1975 : Enforcing Morality in a Permissive Society, Schocken Publishing. (Hébreu)
- 1997 : From Herzl to Rabin and Beyond, Schocken Publishing. (Hébreu)
- 1998 : A Certain Political Experience,, Yedioth Ahronoth Publishing. (Hébreu)
- 1982 : From Herzl to Gush Emunim and Back Again, Schocken Publishing. (Hébreu)
- 1984 : Le rêve sioniste revisité, Schocken Books, New York, et Calmann-Lévy, Paris (anglais) (publié également en français).
- 1993 : Basic Law: The Knesset, dans la série Interprétation des lois fondamentales, Harry Sacker Institute, avec Ran Har-Zahav. (Hébreu)
- 2000 : From Herzl to Rabin: The Changing Image of Zionism, Holmes & Meier Publishers, New York (anglais) (également publié en russe).
- 2001 : History of Zionism: From Theodor Herzl to Today . (Hébreu)
- 2001 : Daat Yachid, Éditions Schocken. (Hébreu)
- 2003 : Israël et la famille des nations (avec Alexander Yakobson ), Schocken Publishing. (Hébreu)
- 2009 : Israël et la famille des nations – (avec Alexander Yakobson), Routledge, Londres (anglais) (publié également en français).
- 2012 : Without Government – How to Fix the System’s Faults (avec Adam Wolfson), Zmora-Bitan Publishing. (Hébreu)
- 2014 : Cracks in the Academy: Academic Freedom, University Independence, Student Status, and the Right to Higher Education (avec Yitzhak Pasha), Nevo Publishing et Dvir Publishing. (Hébreu)
- 2017 : The Tribes of the State of Israel: Together and Apart – Liberalism and Multiculturalism in Israel, Dvir Publishing.  (Hébreu)
- 2019 : The Story of Secular Jews, Kinneret Zmora-Bitan Dvir .  (Hébreu)